# Norogachi de Mamorachi
Norogachi de Mamorachi är en ort i Mexiko.   Den ligger i kommunen Carichí och delstaten Chihuahua, i den nordvästra delen av landet, 1 300 km nordväst om huvudstaden Mexico City. Norogachi de Mamorachi ligger 2 235 meter över havet och antalet invånare är 102.
Terrängen runt Norogachi de Mamorachi är platt åt sydost, men åt nordväst är den kuperad. Runt Norogachi de Mamorachi är det mycket glesbefolkat, med 2 invånare per kvadratkilometer. Närmaste större samhälle är Tajirachi, 3,4 km väster om Norogachi de Mamorachi. Omgivningarna runt Norogachi de Mamorachi är i huvudsak ett öppet busklandskap.